# Va banque

Een spel faro in een casino in Reno (Nevada), 1910

Va banque (Frans: 'Ga, bank'), Va-banque of Vabanque is een gokterm uit het kaartspel faro. Het betekent dat de speler net zo hoog inzet als de totale som in de pot, oftewel de 'bank'. Zo kan hij zijn inzet verdubbelen of juist een groot bedrag verliezen. Bij het kaartspel baccarat wordt deze tactiek banco genoemd. 
"Va-banque spelen" is een Nederlandse uitdrukking voor "alles op het spel zetten om te winnen". Ook in andere taalgebieden is de uitdrukking ingeburgerd. Een bekend voorbeeld is een gesprek tussen Adolf Hitler en Hermann Göring tijdens de Tweede Wereldoorlog. Hitler speelde de Britten uit tegen de Polen, maar Göring raadde hem aan om niet alles op alles te zetten: "Wir wollen doch das Vabanque-Spiel lassen." Hitler antwoordde daarop: "Ich habe in meinem Leben immer Vabanque gespielt."